# Liptovská župa (Československo)
Liptovská župa (slovensky Liptovská župa) byla jedna ze žup, jednotek územní správy na Slovensku v rámci prvorepublikového Československa. Byla vytvořena při vzniku Československa z uherské Liptovské župy. Existovala v letech 1918–1922, měla rozlohu 2 247 km² a jejím správním centrem byl Liptovský Svätý Mikuláš (nyní Liptovský Mikuláš).

## Historický vývoj
Po vyhlášení Martinské deklarace dne 30. října 1918, kterou se Slovensko vydělilo z Uherska a přičlenilo k nově vzniklému Československu, zůstalo slovenské území dočasně rozdělené na administrativní celky vytvořené Uherskem. Jedním z těchto celků byla Liptovská župa, která vznikla z původní uherské Liptovské župy. V čele župy stál vládou jmenovaný župan, který disponoval všemi pravomocemi, zatímco samosprávná funkce župy byla potlačena.
Sídlo župy se nacházelo v Liptovském Svätém Mikuláši.
Liptovská župa existovala do 31. prosince 1922. K 1. lednu 1923 bylo na Slovensku vytvořeno nové župní zřízení, které bylo původně plánované pro celé Československo, nicméně realizováno bylo pouze právě na Slovensku.

## Geografie
Liptovská župa se nacházela na severním Slovensku, v okolí řeky Váh. Na východě hraničila se Spišskou župou, na jihu s Gemersko-malohontskou a Zvolenskou župou, na západě s Turčanskou župou a na severu s Oravskou župou a Polskem.

## Administrativní členění
V roce 1919 se Liptovská župa členila na čtyři slúžňovské okresy (Hrádok, Liptovský Svätý Mikuláš, Nemecká Ľupča a Ružomberok) a jedno město se zřízeným magistrátem (Ružomberok), které bylo na úrovni okresu.